# بازیگری متد

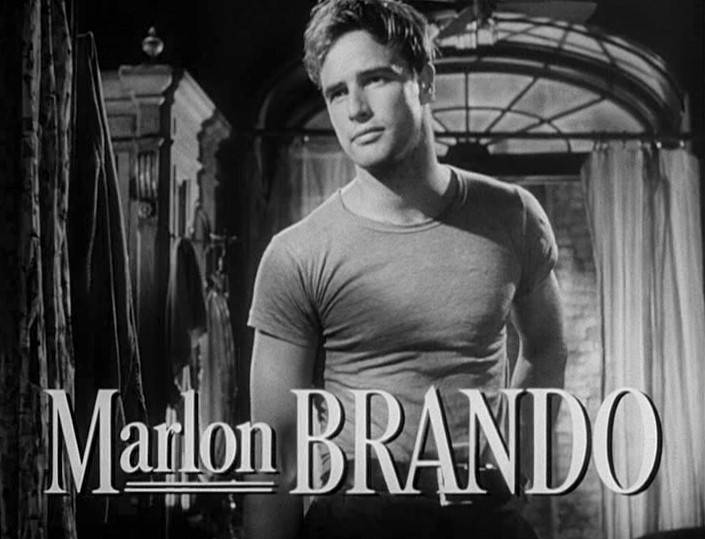
نقش‌آفرینی مارلون براندو در فیلم اتوبوسی به نام هوس (۱۹۵۱) ساختهٔ الیا کازان نمایان‌گر قدرت بازیگری مبتنی بر استانیسلاوسکی در سینما است.

بازیگری همذات‌پنداری یا مِتُد (انگلیسی: Method acting) طیفی از تکنیک‌های آموزشی و تمرینی است که توسط شماری از متخصصان مختلف فرموله شده‌است. این طیف از طریق همذات‌پنداری همراه با فهمیدن و تجربه‌کردن انگیزه و احساسات درونی یک شخصیت، به دنبال پروراندن نقش‌آفرینی صمیمانه، دقیق، چالش برانگیز و رسا است. در این روش، بازیگر به دنبال این است که شخصیت را با همه جزئیات و بدون احساسات خود، بازی کند. برخی از بازیگران مطرح برای اینکه بتوانند در این سبک موفق باشند مشقت زیادی کشیدند که در نهایت در روحیات و زندگی واقعی آن‌ها هم نیز تاثیر گذار بود. این تکنیک‌ها بر اساس سیستم استانیسلاوسکی ساخته شده‌اند و توسط بازیگر و کارگردان روسی کنستانتین استانیسلاوسکی توسعه یافته‌اند. در کتاب‌های استانیسلاوسکی: یک بازیگر آماده می‌شود، ساختن یک کاراکتر و ایجاد یک نقش این تکنیک توضیح داده شده‌است.
در میان کسانی که در توسعهٔ این روش مشارکت داشته‌اند سه معلم با «تعیین معیار موفقیت آن» مرتبط هستند که هر کدام بر جنبه‌های مختلف این رویکرد تأکید دارند؛ لی استراسبرگ (جنبه‌های روان‌شناختی)، استلا ادلر (جنبه‌های جامعه‌شناختی) و سنفورد مایزنر (جنبه‌های رفتاری). این رویکردها اولین بار زمانی که آن‌ها در گروه تئاتر نیویورک و بعداً در اکتورز استودیو با هم کار می‌کردند، توسعه یافتند.

## فهرست بازیگران متد
- میخائیل چخوف[۵]
- جیمز گاندولفینی[۶]
- دنیس هاپر[۷]
- کیلین مورفی[۷]
- آدریا آرجونا[۸]
- ویل آرنت[۸]
- مانوج باجپایی[۹]
- الک بالدوین[۸]
- کریستین بیل[۱۰]
- آن بنکرافت[۱۱]
- وارن بیتی[۱۲]
- پائولا بیر[۱۳]
- کندیس برگن[۱۴]
- جان برنثال[۱۵]
- هلی بری[۱۶]
- کیت بلانشت[۱۷]
- ریچارد بون[۱۸]
- چادویک بوزمن[۱۹]
- مارلون براندو[۲۰]
- جف بریجز[۲۱]
- آدرین برودی[۲۲]
- ریچل بروزناهان[۸]
- الن برستین[۲۳]
- نیکلاس کیج[۲۴]
- مایکل کین[۲۵]
- آنتونیا کمبل-هیوز[۲۶]
- رابرت کارلایل[۲۷]
- جیم کری[۲۸]
- جان کاساوتیس[۲۹]
- جکی چان[۳۰]
- هایدن کریستنسن[۸]
- جیل کلایبورگ[۸]
- مونتگومری کلیفت[۳۱]
- جیمز کابرن[۳۲]
- ساشا بارون کوهن[۳۳]
- بردلی کوپر[۳۴]
- کوین کوریگان[۸]
- باد کرت[۳۵]
- برایان کرانستون[۳۶]
- تام کروز[۳۷]
- بندیکت کامبربچ[۳۸]
- مت دیمون[۳۹]
- کلر دینز[۸]
- بتی دیویس[۴۰]
- رزاریو داوسون[۸]
- دنیل دی-لوئیس[۱۰]
- جیمز دین[۴۱]
- رابرت دنیرو[۴۲]
- بنیسیو دل تورو[۴۳]
- جانی دپ[۴۴]
- لورا درن[۸]
- لئوناردو دی‌کاپریو[۲۲]
- کیم دیکنز[۸]
- مت دیلون[۸]
- وینسنت دن آفریو[۴۵]
- رابرت داونی جونیور[۴۶]
- آدام درایور[۴۷]
- فی داناوی[۳۴]
- آرون اکهارت[۴۸]
- چیویتل اجیوفور[۴۹]
- ویگو مورتنسن[۸]
- کاترین اربه[۸]
- کریس ایوانز[۸]
- دنزل واشنگتن[۵۰]
- مایکل فاسبندر[۵۱]
- سالی فیلد[۵۲]
- ریف فاینز[۵۳]
- بریجیت فوندا[۸]
- جین فوندا[۵۴]
- بن فاستر[۵۵]
- جیمی فاکس[۵۶]
- جیمز فرانکو[۵۷]
- ویلم دفو[۵۸]
- جیمز گاندولفینی[۵۹]
- اندرو گارفیلد[۶۰]
- جودی گارلند[۶۱]
- بن گازارا[۶۲]
- دونالد گلاور[۶۳]
- جف گلدبلوم[۲۱]
- رایان گاسلینگ[۶۴]
- جیک جیلنهال[۶۵]
- سنفورد مایزنر[۶۶]
- لیندا همیلتون[۸]
- آرمی همر[۸]
- تام هنکس[۶۷]
- تام هاردی[۶۸]
- اد هریس[۶۹]
- جولی هریس[۷۰]
- ان هتوی[۷۱]
- سالی هاوکینز[۷۲]
- داستین هافمن[۷۳]
- فیلیپ سیمور هافمن[۷۴]
- دنیس هاپر[۷۵]
- کیم هانتر[۷۶]
- ریس ایفانز[۷۷]
- مایکل امپریولی[۸]
- مایکل ایرون‌ساید[۷۸]
- جرمی ایروین[۷۹]
- اسکارلت جوهانسون[۸]
- آنجلینا جولی[۸۰]
- فلیسیتی جونز[۸۱]
- لینی کازان[۸]
- دایان کیتن[۲۱]
- مایکل کیتون[۲۷]
- هاروی کایتل[۸۲]
- واکین فینیکس[۸۳]
- وال کیلمر[۲۲]
- نیکول کیدمن[۱۷]
- یافت کوتو[۸۴]
- هیث لجر[۸۵]
- شایا لباف[۸۶]
- هیث لجر[۱۰]
- جان لگویزمائو[۸]
- ملیسا لیو[۸۷]
- جرد لتو[۸۸]
- تونی لیانگ[۸۹]
- سوفیا لیلیس[۸]
- اندی مک‌داول[۹۰]
- جرج مکای[۹۱]
- ایمی مدیگان[۸]
- کارل مالدن[۹۲]
- رونی مارا[۹۳]
- جسی ال مارتین[۸]
- متیو مک‌کانهی[۹۴]
- استیو مک‌کوئین[۹۵]
- سیه‌نا میلر[۸]
- چوی مین شیک[۹۶]
- مریلین مونرو[۹۷]
- کیت مولگرو[۱۴]
- دونا مورفی[۸]
- جاد نلسن[۹۸]
- پل نیومن[۹۹]
- جک نیکلسون[۱۰۰]
- لئونارد نیموی[۱۰۱]
- ادوارد نورتون[۱۰۲]
- لوپیتا نیونگو[۱۰۳]
- باب ادنکیرک[۱۰۴]
- گری اولدمن[۱۰۵]
- جری اورباک[۱۰۶]
- دیوید اویلوو[۱۰۷]
- آل پاچینو[۱۰۸]
- جرالدین پیج[۷۶]
- آندرس پارا[۱۰۹]
- استل پارسونز[۱۱۰]
- رابرت پتینسون[۱۱۱]
- شان پن[۱۱۲]
- جرج پپارد[۱۱۳]
- واکین فینیکس[۱۱۴]
- برد پیت[۱۱۵]
- سیدنی پوآتیه[۹۹]
- ناتالی پورتمن[۱۱۶]
- آنتونی کوئین[۱۴]
- شارلوت رمپلینگ[۱۱۷]
- کریستوفر ریو[۱۱۸]
- آلن ریکمن[۲۷]
- کریستن ریتر[۱۱۹]
- مارگو رابی[۱۲۰]
- جولیا رابرتس[۳۴]
- میکی رورک[۱۲۱]
- پیتر سلرز[۱۲۲]
- اندی سرکیس[۱۲۳]
- کلویی سونی[۱۲۴]
- مارتین شین[۱۲۵][۱۲۶]
- مایلز تلر[۱۲۷]
- ویل اسمیت[۱۲۸]
- وسلی اسنایپس[۱۲۹]
- سیسی اسپیسک[۱۳۰]
- کوین اسپیسی[۱۳۱]
- سیلوستر استالونه[۱۶]
- راد استایگر[۱۳۲]
- اریک استولتس[۱۳۳]
- مریل استریپ[۱۳۴]
- باربارا استرایسند[۸]
- الین استریچ[۱۴]
- جرمی استرانگ[۱۳۵]
- دیوید سوشی[۱۳۶]
- هیلاری سوانک[۲۲]
- تیلدا سوینتن[۱۳۷]
- مایلز تلر[۱۳۸]
- شرلی تمپل[۲۷]
- دیوید تننت[۱۳۹]
- شارلیز ترون[۲۷]
- مارلو توماس[۸]
- بیلی باب تورنتون[۱۴۰]
- اوما تورمن[۸]
- ریپ تورن[۱۴۱]
- ایندیرا وارما[۱۴۲]
- جان ویت[۸]
- ایلای والاک[۱۴۳]
- کریستف والتس[۱۴۴]
- هانا ور[۸]
- دنزل واشینگتن[۱۴۵]
- فارست ویتاکر[۱۴۶]
- جین وایلدر[۱۴۷]
- میشل ویلیامز[۱۴۸]
- رابین ویلیامز[۱۴۹]
- چاندرا ویلسون[۸]
- کیت وینسلت[۱۵۰]
- شلی وینترز[۱۵۱]
- جوآن وودوارد[۱۵۲]
- آنتون یلچین[۱۵۳]